# Speedweeks
| Speedweeks Daytona International Speedway, Daytona Beach (FL) | Speedweeks Daytona International Speedway, Daytona Beach (FL)                                                                   |
| ------------------------------------------------------------- | --- |
|                                                               | |
| Informationen                                                 | |
| Rennen:                                                       | Rolex 24 at Daytona ARCA Racing Series Budweiser Shootout Gatorade Duel NextEra Energy Resources 250 DRIVE4COPD 300 Daytona 500 |
| Dauer:                                                        | 4 Wochen (3 aktive) |
| Rennstrecke:                                                  | Daytona International Speedway                                                                                                  |

Speedweeks bezeichnet ein über vier Wochen andauerndes Rennevent auf dem Daytona International Speedway in Daytona Beach, Florida. Es findet alljährlich von Ende Januar bis Mitte Februar statt. Im Rahmen der Speedweeks werden Rennen zahlreicher Rennserien ausgetragen.

## Während der Speedweeks abgehaltene Rennen

### 24-Stunden-Rennen von Daytona

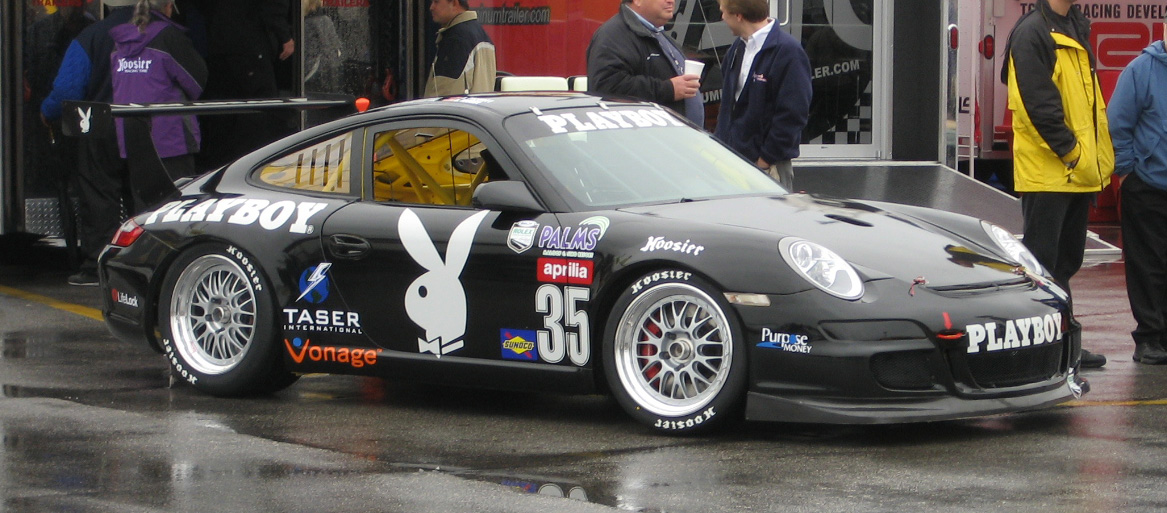
Von Playboy gesponserter Porsche 997 GT3 Cup beim Rennen 2007.

Eröffnet werden die Speedweeks mit dem 24-Stunden-Rennen von Daytona, welches von der Grand American Road Racing Association ausgetragen wird. Das Rennen ist Teil der Rolex-Sports-Car-Series-Saison.

### ARCA Racing Series
Die ARCA Racing Series ist ein Stockcarserie des Automobile Racing Club of America. Diese trägt im Rahmen der Speedweeks ein 200-Meilen-Rennen aus.

### NASCAR Sprint Cup - Budweiser Shootout
Das Budweiser Shootout ist eine Sonderveranstaltung der NASCAR, die alljährlich am Wochenende vor dem Daytona 500 stattfindet. Es wird auf einer Distanz von 187,5 Meilen innerhalb von 75 Runden ausgetragen.
2010 gewann Kevin Harvick das Rennen und kassierte 202.357 US-Dollar.

### NASCAR Sprint Cup - Gatorade Duel
Das Gatorade Duel ist das Qualifikationsrennen zum Daytona 500 des NASCAR Sprint Cup. Das Duell ist zwei Rennen aufgeteilt, welche in der Saison 2010 von Jimmie Johnson und Kasey Kahne gewonnen wurden.

### International Race of Champions
Das International Race of Champions wurde bis 2006 im Rahmen der Speedweeks ausgetragen, da seitdem kein Sponsor gefunden werden konnte, wurde die Rennserie aufgelöst. Der letzte Sieger des  International Race of Champions war Tony Stewart im Pontiac Trans Am im Jahre 2006.

### NASCAR Craftsman Truck Series - NextEra Energy Resources 250
Das NextEra Energy Resources 250, welches seit 2004 in der Nacht mit Flutlichtbeleuchtung gefahren wird, benützt nicht wie bei beispielsweise Sprint-Cup-Rennen in Daytona üblich Luftmengenbegrenzer, so dass in diesem Rennen eine sehr hohe Durchschnittsgeschwindigkeit erreicht wird. 2007 gewann hier Jack Sprague.

### NASCAR Nationwide Series - DRIVE4COPD 300
Das DRIVE4COPD 300 ist das erste Rennen der Nationwide-Series-Saison. Das auf 120 Runden ausgetragene Rennen wurde in den Jahren 2010 und 2011 von Tony Stewart gewonnen.

### NASCAR Sprint Cup - Daytona 500
Das Daytona 500 ist das aufsehenerregendste und prestigeträchtigste Rennen der NASCAR-Sprint-Cup-Saison. Die Einschaltquoten sind in den USA jährlich höher als bei jeder anderen Rennveranstaltung. Das 500 Meilen bzw. 200 Runden lange Rennen wurde 2010 von Jamie McMurray gewonnen.

## Weblink
- Offizielle Webpräsenz